# I maledetti figli dei fiori
I maledetti figli dei fiori (Jennifer on My Mind) è un film del 1971 diretto da Noel Black.
Sceneggia Erich Segal, già autore del romanzo Love Story, e Robert De Niro appare nel piccolo ruolo di un tassista.

## Trama
Un ricco ragazzo ebreo newyorkese, incontra a Venezia una giovane conterranea tossicodipendente.
Tornati in patria intrecceranno una relazione e il giovane farà di tutto per strappare l'innamorata dalla spirale della droga, ma tutto si rivelerà inutile.